# Benjamín Inostroza
Benjamín Andrés Inostroza Zuñiga (* 25. April 1997 in Santiago) ist ein chilenischer Fußballspieler. Der Stürmer debütierte im Alter von 15 Jahren.

## Karriere
Benjamín Inostroza debütierte mit 15 Jahren für seinen Jugendverein Universidad de Chile im Profibereich im September 2012 beim Pokalspiel gegen Santiago Morning. In dieser Saison gewann das Team von Trainer Jorge Sampaoli den Pokal. Inostrozas Karriere nahm danach aber nicht an Fahrt auf. Nach einer Leihe zu Deportes Pintana wurde er 2017 fest vom Ligakonkurrenten Audax Italiano verpflichtet, von diesem jedoch nicht eingesetzt. Seit 2018 ist er für Vereine in unterklassigen Ligen des Landes aktiv.

## Erfolge
Universidad de Chile
- Copa Chile: 2012/13